# Nuevo Progreso (Huimanguillo)
Nuevo Progreso es una localidad del municipio de Huimanguillo ubicado en la subregión de la Chontalpa del estado mexicano de Tabasco.

## Geografía
La localidad de Nuevo Progreso se sitúa en las coordenadas geográficas 17°49′43″N 93°38′52″O / 17.828611, -93.647778, a una elevación de 21 metros sobre el nivel del mar.

## Demografía
Según el Conteo de Población y Vivienda 2020, efectuado por el Instituto Nacional de Estadística y Geografía, la localidad de Nuevo Progreso tiene 186 habitantes, de los cuales 93 son del sexo masculino y 93 del sexo femenino. Su tasa de fecundidad es de 2.94 hijos por mujer y tiene 50 viviendas particulares habitadas.
| Gráfica de evolución demográfica de Nuevo Progreso entre 1990 y 2020 |
|                                                                      |
| INEGI.                                                               |